# 曾庆年
曾庆年（？—），韶关市武江区龙归镇人，中國共產党員，中共政治人物丶軍事人物丶中華人民共和國解放军少将军衔

## 生平
1976年入伍，2006年7月晉升少将军衔，曾任炮一师第14任政委丶驻港部队副政委丶政治部主仼